# Tetramesa samarica
Tetramesa samarica är en stekelart som först beskrevs av Chesnokov 1930.  Tetramesa samarica ingår i släktet Tetramesa och familjen kragglanssteklar. Inga underarter finns listade i Catalogue of Life.